# Rio Preisner
Rio Preisner (13. listopadu 1925 Mukačevo, Československo – 2. srpna 2007 Indianola, Pensylvánie) byl český katolický a konzervativně orientovaný pedagog, básník, filosof, spisovatel, překladatel a teatrolog.

## Život
Komunistický režim v Československu velmi omezil jeho možnosti vědecky pracovat a publikovat, strávil dva roky u PTP (1952–1954) a v roce 1968 s celou rodinou uprchl za hranice. Nejprve přebýval ve Vídni a v roce 1969 přesídlil do USA, kde působil jako profesor germanistiky na Pennsylvania State University (1969–1992).
Kromě jeho vysoce ceněných překladů z němčiny a odborných germanistických prací je autorem další rozsáhlé vlastní tvorby, z níž nejznámější je Americana – dvoudílná esejistická práce o moderní Americe. Pod pseudonymem Egon Feigel přeložil knihu Cesta kolem světa podniknutá Dr. Johannem Forsterem a jeho synem [Johannem] Georgem Forsterem v letech 1772–1775 na lodi "Resolution" pod velením kapitána Cooka.

## Ocenění
V roce 1995 získal Cenu Jana Zahradníčka.
V roce 2000 mu prezident Václav Havel udělil Medaili Za zásluhy I. stupně

### Úvahy
- Johann Nepomuk Nestroy. Tvůrce tragické frašky (1968)
- Kritika totalitarismu. Fragmenty. 1. Sázka o člověka (1973)
- Aspekte einer provokativen tschechischen Germanistik 1, 2 (1978)
- Kultura bez konce (1981)
- Česká existence (1984)
- Meditationen über Mitteleuropa (1986)
- Až na konec Česka (1987)
- Americana. Zpráva o velmoci 1, 2 (1992)
- O životě a smrti konzervatismu (1999)

### Beletrie
- Kapiláry (1968)
- Odstup (1977)
- Zvíře dětství (1978)
- Zasuto (1980)
- Královská cesta. Palimpsest (1989)
- Visuté mosty. Pády (1992)
- Praha za časů plujících ker (1992)